# Spoorlijn Moret-Veneux-les-Sablons - Lyon-Perrache
De spoorlijn Moret-Veneux-les-Sablons - Lyon-Perrache is een Franse spoorlijn van Moret-Loing-et-Orvanne naar Lyon via Nevers, Saint-Germain-des-Fossés en Saint-Étienne, en vier Franse regio's doorkruist (Île-de-France, Centre-Val de Loire, Bourgogne-Franche-Comté en Auvergne-Rhône-Alpes). De lijn is 492 km lang en heeft als lijnnummer 750 000.
Het werd lang gebruikt als een verdubbelingsroute van de lijn van Parijs naar Lyon via Dijon, met name voor vrachtvervoer, ondanks een langere route van 49 km. De voltooiing van de elektrificatie van Parijs-Lyon naar Lyon-Perrache via Dijon op 27 mei 1952 maakte een einde aan deze functie.
Het traject van Moret-Veneux-les-Sablons naar Saint-Germain-des-Fossés bleef veel gebruikt sinds het werd gebruikt door de verbindingen Parijs-Clermont-Ferrand. In het zuiden maken de TGV-verbindingen tussen Parijs en Saint-Étienne gebruik van het gedeelte tussen Givors-Canal en Saint-Étienne. Ten slotte zorgde de verkeersstroom tussen het Pays de la Loire en de regio Lyon voor een zekere hoeveelheid verkeer tussen Saincaize en Le Coteau.
De lijn ontsluit mee Montargis, Nevers, Moulins, Roanne en Saint-Étienne en doorkruist de departementen Seine-et-Marne, Loiret, Nièvre, Allier, Loire en Rhône.

## Verkeer
De lijn wordt gebruikt voor de commerciële verbinding van Parijs naar Clermont-Ferrand te realiseren met het deeltraject tussen Moret-Veneux-les-Sablons en Saint-Germain-des-Fossés, voor treindiensten Parijs - Montargis - Cosne - Nevers en voor de transversale verbinding Nantes - Tours - Lyon tussen Nevers of Saincaize en Roanne te verzekeren. Er zijn ook TER-treinen uit de regio's Centre-Val de Loire, Bourgogne-Franche-Comté en Auvergne-Rhône-Alpes.

### TGV
De TGV Parijs-Gare de Lyon – Saint-Étienne gebruikt de lijn.

### Intercités
Er passeren twee Intercités:
- Verbinding Parijs - Clermont-Ferrand (haltes in Nevers en Moulins) met treinen op reservering.
- Verbinding Nantes – Tours – Lyon (haltes in Nevers voor ommekeer, Saincaize, Moulins, Saint-Germain-des-Fossés en Roanne).

### Regionale treinen
De lijn wordt gebruikt door drie regionale netten van het Transport express régional:
- TER Centre-Val de Loire: Parijs – Montargis – Cosne – Nevers.
- TER Bourgogne-Franche-Comté: Cosne – Nevers, Nevers – Moulins – Paray-le-Monial – Lyon.
- TER Auvergne-Rhône-Alpes: Moulins – Saint-Germain-des-Fossés (alle treinen rijden door naar Vichy en Clermont-Ferrand of verder), Clermont-Ferrand – Lyon tussen de verbinding Saint-Germain-des-Fossés en Roanne, Roanne – Saint-Étienne en Saint-Étienne – Lyon.

### Transilien
De R-lijn van het Transilien-netwerk verbindt Moret en Montargis via deze spoorlijn. Het zijn trajecten vanaf Paris-Gare-de-Lyon die alle stations op de route bedienen vanaf Melun (enkele diensten stoppen niet bij Dordives of Ferrières - Fontenay)

## Geschiedenis
- 5 oktober 1850: Nevers - Saincaize
- 15 mei 1853: Saincaize - Moulins
- 22 augustus 1853: Moulins - Varennes-sur-Allier
- 19 juni 1854: Varennes-sur-Allier - Saint-Germain-des-Fossés
- 13 juni 1857: Saint-Germain-des-Fossés - Lapalisse-Saint-Prix
- 24 november 1857: Coteau - Lyon-Perrache
- 7 juni 1858: Lapalisse-Saint-Prix - Roanne
- 3 november 1858: Roanne - Coteau
- 14 augustus 1860: Moret-Veneux-les-Sablons - Montargis
- 21 september 1861: Montargis - Nevers

De Compagnie des chemins de fer de Paris à Lyon et à la Méditerranée (PLM) die ontstaat in 1857 uit de fusie van meerdere maatschappijen beheert de lijn van 1857 tot de nationalisatie van 1937.